# Interstellart objekt
Et interstellart objekt er et legeme, som er mindre end en stjerne, lokaliseret i interstellart rum - og som ikke er gravitationelt bundet til en stjerne. Interstellare objekter kan omfatte visse asteroider, kometer (eller exokometer) - hvis de er interstellare.
Udover de kendte kometer indenfor Solsystemet - eller kendte exokometer,
(2017) kan en interstellart objekt kun bekræftes, hvis objektet passerer gennem Solsystemet, og vil i så fald kunne skelnes fra Oort-skyen objekter af dens stærkt hyperbolske bane (hvilket indikerer at objektet ikke er gravitationelt bundet til Solen). Indtil 2017, var objektet med den mest excentriske bane, C/1980 E1, med en baneexcentricitet på 1,057,
hvilket er langt mindre excentrisk, end et interstellart objekt ville forventes at være.
Det første opdagede interstellare objekt er ʻOumuamua (tidligere C/2017 U1 og A/2017 U1). Objektet har en excentricitet på omkring 1,20. Objektet blev oprindeligt navngivet C/2017 U1, fordi man troede det var en komet, men objektet blev omdøbt til A/2017 U1, da man ikke fandt nogen kometaktivitet.
Da objektets interstellare natur blev afdækket, blev objektet omdøbt til 1I/ʻOumuamua – 1, fordi det var det første opdagede af sin slags, I for interstellar - og 'Oumuamua' er et Hawaiiansk ord som betyder "a messenger from afar arriving first".
I august 2019 opdagede en russisk amatørastronom på Krim det andet objekt - en komet, der i september samme år blev fastslået som værende en interstellar komet, og det andet opdagede interstellare objekt. Kometen er navngivet 2I/Borisov.